# Bigroom Blitz
A Bigroom Blitz a német Scooter együttes 2014-ben megjelent kislemeze, az első a The Fifth Chapter című albumukról, mely május 23-án jelent meg. A szerzemény Sezen Aksu "Hadi Bakalım" című dalának feldolgozása. Ez az első kislemez, amely Phil Speiser közreműködésével jelent meg. Eredetileg Wiz Khalifa közreműködése is fel volt tüntetve, ugyanis egy tőle származó hangmintát is szerepeltettek a dalban, azonban jogi okok miatt azt utóbb le kellett cserélni.
Noha a kislemez nem ért el nagy sikereket a slágerlistákon, a rajongók jól fogadták, és rendszeres visszatérő a koncertprogramban.

## Története
A "Music For A Big Night Out" album kiadását követően 2013-ban csak a korábbi lemezeiket adták ki újra, újonnan csak a 20 Years of Hardcore válogatáslemez jelent meg, egyetlen új remixszel, mely a Maria (I Like It Loud)-hoz készült. Októberben Rick J. Jordan bejelentette, hogy közel harminc év után megszűnik közte és H.P. Baxxter között a zenei együttműködés, miután különféle okok miatt úgy döntött, kilép a Scooterből. Helyére egy akkor 22 éves osztrák születésű zenészt, Phil Speisert szerződtettek le. Mivel Phil főként a bigroom és electro house műfajokban alkotott korábban, így mindenki azt feltételezte, hogy a Scooter stílusa is elmozdul ebbe az irányba. Sokáig azonban nem lehetett tudni azt, hogy ez tényleg így lesz-e, ugyanis a készülő új nagylemez megjelenési időpontját is folyamatosan odébb tolták, kislemezről pedig szó sem volt ekkor. 2014 áprilisában jelentették be, hogy az új kislemez a "Bigroom Blitz" címet fogja viselni, mely Wiz Khalifa közreműködésével készült el. Az első dalrészlet május 9-én került ki a P.A.F.F. által készített remixből, majd május 13-án egy rövid videóban a Scooter is elérhetővé tett a "Radio Mix"-ből egy részletet.
Wiz Khalifa szövegét nem újonnan rögzítették, hanem gyakorlatilag ugyanazt használták fel, mint ami Chris Brown "Yoko" című számában is elhangzott tőle. Ez később jogi problémákhoz vezetett, amely miatt a teljes kislemezt vissza kellett vonniuk (kivéve a CD-változatot), és csak újrafelvett szövegrésszel, Wiz Khalifa nevének megemlítése nélkül adhatták ki. Koncerteken is az eredeti változatot játszhatják, mert arra a szerzői jogi követelés nem terjed ki.

## Számok listája

### Internetes kiadás
1. Bigroom Blitz (Radio Mix) (03:07)
2. Bigroom Blitz (Scooter Remix) (4:00)
3. Bigroom Blitz (Extended Mix) (4:14)
4. Bigroom Blitz (P.A.F.F. Remix) (5:06)

A P.A.F.F. Remix, mivel az eredeti Wiz Khalifa-sample volt benne, később kikerült a netes kiadásból, mivel azt már nem tudták módosíttatni. A későbbi kiadás a kicserélt szövegrészt leszámítva teljesen megegyezik az eredetivel.

### CD-változat
1. Bigroom Blitz (Radio Mix) (03:07)
2. Bigroom Blitz (Scooter Remix) (4:00)

## Más változatok
Olga Scheps zongoraművésznő a 2017-es "100% Scooter - 25 Years Wild & Wicked" című kiadványon zongorára is átdolgozta a dalt.

## Videóklipek
A videóklipben a Scooter három tagja meglehetősen keveset szerepel (H.P. szövegel, Michael és Phil a háttérben állnak), a legtöbb képkockán hiányosan öltözött lányok láthatóak, amint trambulinon ugrálnak, illetve Wiz Khalifa sorainál egy száj látható, ahogy egy meztelen női mellre montírozva beszél. A klip alig három nappal a premiert követően törlésre került a Kontor.TV YouTube-fiókjából, szerzői jogi követelésre hivatkozva. Június 6-án aztán a Scooter újra feltöltötte, de ebben a változatban, a már említett jogi problémák miatt kicserélték Wiz Khalifa szövegrészét egy újrafelvett változatra. Alig pár nappal később a videóklip visszakerült az internetre, de a dalt már csak az új változatban lehetett megvásárolni.
- Eredeti videóklip
- Módosított változat

## Közreműködtek
- H.P. Baxxter a.k.a. Shotta (szöveg)
- Phil Speiser, Michael Simon (zene)
- Jens Thele (menedzser)
- Franz Henig, Stephen Singer (eredeti szerzők)
- Wiz Khalifa (eredeti változat rapbetét)
- Vanni Giorgiil, Stephen Singer (sample clearing)
- Martin Weiland, Tobias Trettin (borítóterv)
- Michaela Kuhn (fényképek)